# Trybunał Azylowy (Austria)
Trybunał Azylowy (niem. Asylgerichtshof, w skrócie AsylGH) – austriacki specjalny sąd administracyjny kontrolujący działalność administracji publicznej w sprawach azylowych. Z powodu sprawowanej funkcji nazywany był „sądem azylowym”. Funkcjonował on do 31 grudnia 2013 r., a jego zadania przejął Federalny Sąd Administracyjny.

## Historia
Utworzono go w celu skrócenia trwania postępowań w sprawach azylowych oraz w celu odciążenia Trybunału Administracyjnego. Zstąpił on funkcjonujący wcześniej Niezależny Federalny Senat Azylowy, który był ostatnią instancją w sprawach azylowych.
Ustawę o Trybunale Azylowym Rada Narodowa uchwaliła 5 grudnia 2007 r. Rozpoczął on swoją działalność 1 lipca 2008 r.
W 2013 r. składał się z Prezesa, Wiceprezesa i 77 sędziów, których wspierało ok. 270 pracowników.
Wraz z przeprowadzeniem wielkiej reformy sądownictwa administracyjnego z 2012 r. jego kompetencje przejął Federalny Sąd Administracyjny, od którego decyzji można odwołać się do Trybunału Administracyjnego.

## Zadania
Trybunał Azylowy orzekał w sprawach skarg:
- na decyzje organów administracji publicznej (Federalnego Urzędu Azylowego) w sprawach azylowych,

- z powodu naruszenia obowiązku wydania decyzji przez Federalny Urząd Azylowy.

## Postępowanie
Postępowanie przed Trybunałem Azylowym miało charakter jednoinstancyjny, co oznaczało brak możliwości odwołania do innego sądu.
Sprawy były rozpoznawane przez dwuosobowe senaty lub jednego sędziego. W wyjątkowych sytuacjach sprawa mogła zostać rozpatrzona przez pięcioosobowy senat.
Na orzeczenie Trybunału Azylowego można było złożyć skargę do Trybunału Konstytucyjnego, jeżeli rozstrzygnięcie miało naruszać konstytucyjnie gwarantowane prawa skarżącego lub miało je naruszać wskutek zastosowania ustawy sprzecznej z Konstytucją, sprzecznej umowy międzynarodowej z ustawą, sprzecznej umowy międzynarodowej z prawem wewnętrznym albo sprzecznego rozporządzenia z ustawą.

## Sędziowie
Na sędziego Trybunału Azylowego mogła być powołana osobą, która:
- posiadała obywatelstwo austriackie,
- ukończyła studia prawnicze lub prawno-politologiczne,
- posiadała co najmniej pięcioletnie doświadczenie prawnicze, w szczególności w zakresie prawa azylowego i imigracyjnego,
- był zdolny do wypełniania zadań związanych z wykonywaniem obowiązków sędziego Trybunału Azylowego.

Sędziów, Wiceprezesa i Prezesa Trybunału Azylowego powoływał Prezydent Federalny na wniosek Rządu Federalnego.

## Organizacja wewnętrzna
Na czele trybunału stał Prezes Trybunału Azylowego. Nadzorował on również pracę personelu oraz prowadził sprawy administracyjne trybunału. Wiceprezes, przewodniczący izb lub w razie potrzeby poszczególni sędziowie wspierali i reprezentowali Prezesa Trybunału Azylowego w wykonaniu jego obowiązków zgodnie z dokonanym przez niego podziale obowiązków. W razie jego nieobecności zastępował go Wiceprezes Trybunału Azylowego.
Jedynym Prezesem Trybunału Azylowego był Harald Perl, który po jego likwidacji został Prezesem nowo utworzonego Federalnego Sądu Administracyjnego.
Wszyscy sędziowie Trybunału Azylowego wspólnie tworzyli Zgromadzenie Ogólne, które m.in. wybierało członków Senatu Pracowniczego i ich zastępców oraz na wniosek tego Senatu Senat Dyscyplinarny, powoływał i odwoływał Kierownika Ośrodka Zamiejscowego i jego zastępcę oraz przewodniczących izb na wniosek Prezesa, podejmował uchwały w sprawie regulaminu, a także sprawozdania z działalności trybunału.
Trybunał Azylowy dzielił się na izby tworzone w ten sposób, aby łączyć w sobie podobne sprawy. Posiadał on również Ośrodek Zamiejscowy w Linzu.